# GMC Terrain
El GMC Terrain es un automóvil todoterreno lanzado por el fabricante estadounidense General Motors en el año de 2009, para llenar el vacío que dejaba la Pontiac Torrent en sus divisiones deportivas, pero con un aire todavía más deportivo y elegante. Es un vehículo que a su llegada, causó cierta sorpresa, ya que desafiaba las líneas de diseño que tenía la marca en ese entonces. Está construido sobre la plataforma Delta. El Terrain es el vehículo más chico de GMC, estando por debajo del Acadia.